# Janisławiec (przystanek kolejowy)
Janisławiec – zlikwidowany przystanek kolejowy w Janisławcu na linii kolejowej nr 230 Wejherowo – Garczegorze, w województwie pomorskim.